# 64-es villamos (Budapest)
A budapesti 64-es jelzésű villamos a Bosnyák tér és a Füredi utca között közlekedett. A járatot megszűnése előtt a Budapesti Közlekedési Vállalat üzemeltette. Betétjárata a 64A Bosnyák tér és a Mogyoródi út között közlekedett.

## Története
1955. július 7-én új járat indult Bosnyák tér és Mogyoródi út között kettő, Mogyoródi út és Füredi utca között pedig egyvágányon. Ezen az útvonalon indult az első 64-es villamos Budapesten. 1956. április 23-án már a Keleti pályaudvarig közlekedett. 1957-től ismét a Bosnyák tér – Füredi utca útvonalon járt. 1960-ban átadták a Nagy Lajos király útján Örs vezér teréig a vágányokat, ezért a 64-es villamos ismét a Keleti pályaudvarig közlekedett, illetve elindult a 64A Mogyoródi út – Keleti pályaudvar útvonalon. 1963. május 1-jétől a 64-es és a 64A végállomása a Bosnyák tér lett, egy év múlva a betétjárat megszűnt. 1979. október 19-én közlekedett utoljára a 64-es villamos, a 82-es trolibusz építési munkálatai miatt az év végéig villamospótló helyettesítette. 1980. január 3-tól a forgalmát a hosszabb útvonalon közlekedő troli vette át.